# 笠原紳司
笠原 紳司（かさはら しんじ、1974年4月28日 - ）は、日本の俳優、映画監督。群馬県出身。2020年1月1日より えりオフィス所属。

## 来歴・人物
大学在籍中はアメリカンフットボール部に所属、ポジションはクォーターバックだった。共通の友人を介し映画部に所属していた野口照夫に自作の映画への出演を依頼されたことがきっかけで演技に興味を持つ。この出会いが後の主力会の発端に繋がる。
1996年に劇団（正確には俳優養成のための私塾）無名塾へ入塾（20期）。仲代達矢の妻であり創立者であった宮崎恭子（隆巴）の最後の教え子になる。数々の劇団本公演、秘演に参加し、3年間の養成期間を経て1999年に卒業。その年の映画『老親』で主人公・萬田久子の息子役に抜擢。同年のフジテレビ『鉄甲機ミカヅキ』の二夜にゲスト主演するなど活動の場を拡げる。
2000年9月より「スーパー戦隊シリーズ」『未来戦隊タイムレンジャー』の追加戦士、滝沢直人 / タイムファイヤー役で出演し、ブレイク。
2001年4月28日に公開された自らがプロデュースを手がけ主演を務めた自主制作連続ドラマ『演じ屋』がインディーズムービーとしては異例の大ヒットを記録。なお、この主演作『演じ屋』はYAHOO!BBブロードバンドコンテンツ有料部門にてグランプリを獲得。
大学生時代からの友人の野口照夫率いる自主制作フィルム製作グループ主力会で趣味の範囲でも活動。また、自らプロデュースも行う。なお、プロデュース作の「演じ屋」シリーズ（2001年 - 2003年）では2003年2月、ゆうばり国際ファンタスティック映画祭にてインディーズ作品としては初となるゆうばり市民賞を獲得する。
以後、ボクシングやアメリカンフットボールで培った身体能力を活かしアクション作品や特撮作品への出演が目立つが、社会派や青春作品、時代劇にホラー、スプラッター作品などジャンルにとらわれず活動の場を拡げている。
自ら映画（ショートフィルム）監督（「サークル〇サンクス」2007年）、舞台演出（「Destiny Children」2008年）も手がける。

## エピソード
- プロボクサーを目指していたが、プロテスト直前に怪我をしドクターストップで断念した。
- 未来戦隊タイムレンジャーで演じた滝沢直人の結末は脚本家の小林靖子に浅見竜也と和解するくらいなら死なせて欲しい、と笠原自らの提案によるもの。[3]また、滝沢直人が生き物を飼っている設定や作中で飼っていた文鳥の名付けも笠原の提案。
- 未来戦隊タイムレンジャーで共演した永井大は笠原について、酒が強く共演者とすぐ溶け込み俳優としての経験も積んでいたことから演技について教わる等、頼れる兄貴分であったと語っている[4]。
- タイムレンジャーの撮影当時は下駄を履いて現場に来ていた。その後冬季の夕張で行われた映画祭にも下駄で参加していた。
- 俳優の津田寛治とは笠原主演作『駄目ナリ!』に津田がゲスト出演したことが縁で知り合い、以後互いに意気投合し飲み友達に。その後同じ事務所に所属している。(現在は移籍)また、住まいも近いらしく飲み友達に留まらず引越しを手伝ったり津田の家族とも交流があるとラ・セッテ主催のファンイベントトークショーで二人が語っている。
- 演出家、脚本家のきだつよしとは舞台『ソウガ』で知り合う以前から、互いが互いのファンであったことをそれぞれのブログで語っている。
- 大の時代劇好きであると本人自ら公言しており、殺陣、所作にも通じている。
- デビュー以来、身長184cmと公表していたが2017年に186cm、2020年には188cmに伸びていた。[5][6]

## 出演

### テレビドラマ
- 風の行方（1999年9月27日 - 12月24日、東海テレビ）レギュラー
- 未来戦隊タイムレンジャー（2000年8月20日 - 2001年2月11日、テレビ朝日） - 滝沢直人 / タイムファイヤー 役
- 平成夫婦茶碗SP 〜お母さんは風になった〜（2000年12月19日、日本テレビ）
- 鉄甲機ミカヅキ 第二夜〜開かない扉〜（2000年11月25日、フジテレビ） - 壬生海我 役
- はみだし刑事情熱系（テレビ朝日）
  - PART IV 第13話（2000年1月12日）
  - PART7 第6話（2003年2月12日） - 三沢祐介 役
- 女と愛とミステリー第65回 グズ茂検事の犯罪捜査（2002年4月21日、テレビ東京） - 加藤刑事 役
- 駄目ナリ! 全12話（2004年8月5日 - 10月7日、アスミック・エース・よみうりテレビ） - 主演・甲本寛二 役
- 月曜ミステリー劇場「横山秀夫サスペンス・囚人のジレンマ」（2004年9月13日、TBS） - 目黒 役
- ぷぷっぴ10（2004年、よみうりテレビ）
- 特命係長 只野仁 第16話（2005年2月11日、テレビ朝日） - 藤崎 役
- 牙狼<GARO> 第17話（2006年2月3日、テレビ東京） - 戸沼充 役
- デビルシャドー（2007年1月8日 - 3月26日、KBS京都 他） - 切人俊司 役
- 地獄少女 第10話（2007年1月13日、日本テレビ） - 須藤直也 役
- バチカンに眠る織田信長の夢（2007年1月29日、TBS） - 森蘭丸 役
- 警視庁捜査一課9係（テレビ朝日）
  - season2 第6話（2007年5月30日） - 梶浦正也 役
  - season10 第5話（2015年5月27日） - ピザ屋店員 役
  - season12 3話（2017年4月26日） - 神崎隼人 役
- 女刑事みずき〜京都洛西署物語〜第3話（2007年7月19日、テレビ朝日） - 安川功 役
- 女子アナ一直線 第11話（2007年9月10日、テレビ東京） - ハル・中西 役
- 浅見光彦シリーズ 竹人形殺人事件（2007年10月26日、フジテレビ） - 横山刑事 役
- 眼球庭園〜大日本ノックアウトガール〜（2009年6月6日、TBS） - キトウ 役
- テレ遊びパフォー! 長髪大怪獣ゲハラ（2009年2月24日、NHK）
- ハンチョウ〜神南署安積班〜シリーズ3  第11話（2010年9月13日、TBS） - 店員（ライブハウス） 役
- 鉄道捜査官12（2011年4月30日、テレビ朝日） - 原口悠 役
- 水戸黄門第42部 第20話（2011年3月7日、TBS） - 松吉 役
- BOSS 2ndシーズン 第5話（2011年5月19日、フジテレビ） - 友田勝彦（イケメンシェフ・トモッキー） 役
- 絶対零度〜特殊犯罪潜入捜査〜 第7話（2011年8月23日、フジテレビ） - 大熊哲也 役
- 土曜プレミアム 突入! 福島原発に挑んだ男達〜激闘秘話! 命と執念の12日間（2013年3月9日、フジテレビ）
- 猫侍（2013年10月 - 12月、東名阪ネット6他） - 内藤勘兵衛 役
- 遺留捜査スペシャル（2013年11月10日、テレビ朝日） - 長尾刑事 役
- 信長協奏曲 第10話（2014年12月15日、フジテレビ）
- 銭の戦争 ＃03（2015年1月20日、関西テレビ・フジテレビ） - 東大卒セレブ役
- 太鼓持ちの達人〜正しい××のほめ方〜 第9話（2015年3月9日、テレビ東京） - 上田一郎 役
- まっしろ 第8話（2015年3月3日、TBS）
- 火曜スペシャル 人形佐七捕物帳 第七夜（2017年1月1日、BSジャパン）
- 火花 第7話（2017年4月9日、NHK総合）
- 日曜ワイド 終着駅シリーズ31（2017年7月16日、テレビ朝日） - 木原栄作 役
- バウンサー（2017年、BSスカパー!） - 蜂野拓也 役
- 世にも奇妙な物語 '18春の特別編 不倫警察（2018年5月12日、フジテレビ）
- ミリオンジョー 第10話（2019年12月12日、テレビ東京） - 中島 役
- 警視庁ゼロ係〜生活安全課なんでも相談室〜 第5シリーズ 第5話（2021年5月28日、テレビ東京） - 黒崎浩之 役
- 演じ屋（2021年7月-9月、WOWOW） - 松田英太 役
  - 演じ屋 Re:act（2024年5月24日 - 7月5日、WOWOW）[7]
- 闇金ウシジマくん外伝 闇金サイハラさん（2022年10月 - 12月、毎日放送） - 石原 役
- 仮面ライダーギーツ 10話 - 48話（2022年11月13日 - 2023年8月20日、テレビ朝日） - 鞍馬光聖 / 仮面ライダーギャーゴ 役

### 映画
- EM/エバーミング/（1999年）
- 金融腐食列島〜呪縛〜（1999年）
- 老親（2001年） - 隅田喜生 役
- 演じ屋 第壱幕「ガンバ来襲」（2001年） - 主演・演じ屋代表 役
- 演じ屋 第弐幕「危険の先に」（2001年） - 主演・演じ屋代表 役
- 演じ屋 第参幕「副題募集中」（2001年） - 主演・演じ屋代表 役
- 演じ屋 第四幕「答はきっと心の中に」（2001年） - 主演・演じ屋代表 役
- 記憶の音楽Gb（2002年） - ハンタ 役
- 演じ屋 第伍幕「小野田のムスコ」（2002年） - 主演・小笠原紳之介 役
- ENJIYA mini（2002年）
- 演じ屋 第六幕「演じ屋崩壊」（2002年） - 主演・小笠原紳之介 役
- ENJIYA ANOTHER WORLD 今井孝祐殺人事件（2002年）
- 演じ屋 第七幕「五発の空砲」（2002年） - 主演・小笠原紳之介 役
- 月のあかり（2002年） - 主演・男 役
- 演じ屋 第八幕「夏合宿」（2002年） - 主演・小笠原紳之介 役
- NOEL（2003年） - 与那国原誠二郎 役
- ROUTE 58（2003年） - 塩谷五郎 役
- ROUTE 58 ver.ZERO（2003年） - 塩谷五郎 役
- ROUTE 58 1999（2003年） - 塩谷五郎 役
- 演じ屋 第九幕「Stained blood」（2003年） - 主演・小笠原紳之介 役 - ゆうばり国際ファンタスティック映画祭 ゆうばり市民賞受賞
- HEAT -灼熱-（2004年、ケイエスエス） - 主演・唐沢辰巳 役
- スペクター（2005年、コナミ） - 主演・寺崎鉄也 役
- みづうみ（2007年4月21日公開） - 矢田亮太 役
- サークル〇サンクス（2007年） - キム役
- Watch with me〜卒業写真〜（2007年）
- プライスタグ（2007年） - 夏川宗一郎 役
- 実録・連合赤軍 あさま山荘への道程（2007年） - 高原浩之 役
- こわい童謡　表の章（2007年） - 岸本真 役
- ビルと動物園（2008年）
- クラッシャーカズヨシ〜怒る〜第2章（2008年） - クラッシャーシンジ 役
- 明日の詩（2009年）
- 牙狼<GARO> 〜RED REQUIEM〜（2010年） - クルス 役
- 今日からヒットマン（2010年）
- 板尾創路の脱獄王（2010年）
- キミとボク（2011年）
- 極道兵器（2011年）
- あなたと・・・話したい（2012年）
- のぼうの城（2012年） - 佐竹義宣 役
- 耳をかく女（2012年） - 本宮修一 役
- 凍牌裏レート麻雀闘牌録（2013年） - 柳 役
- 怯える女（2013年）
- 狂武蔵（2013年）
- 地獄でなぜ悪い（2013年）
- 清須会議（2013年）- 秀吉の家臣 役
- ゲノムハザード　ある天才科学者の5日間（2014年）
- ヌイグルマーZ（2014年）
- ライヴ（2014年）
- かくて女神は笑いき（2014年）
- リベンジポルノ（2014年） - 森本 役
- 寄り添う~ショートムービークラッシュ~（2014年） - 池上役
- 進撃の巨人 ATTACK ON TITAN（2015年）
- 進撃の巨人 ATTACK ON TITAN エンド オブ ザ ワールド（2015年）
- RUN!-3films-「ACTOR」（2016年製作、2019年公開）
- GANTZ：O（2016年） - 主演：加藤勝役モーションキャプチャーパフォーマー
- たまゆら（2018年） - 上林庄三郎 役
- 維新烈風 天狗判官（2018年） - 主演：天狗判官KURAMA 役　シネマロサ
- Infini-T Force/ガッチャマン さらば友よ（2018年） - コンドルのジョー モーションアクター
- TRAVERSE（2019年） - 殺人鬼：雅人 役
- 演じ屋リデザイン（2019年） - 主演：演じ屋代表 役
- 血を吸う粘土 派生（2019年） - 木多天 役[8]

### 舞台
- リチャードIII世（1996年、無名塾）
- いのちぼうにふろう物語（山本周五郎）（1997年、無名塾）
- わが町（ソーントン・ワイルダー）（1998年、無名塾秘演）
- かんしゃく玉（岸田国士)（1998年、無名塾）
- ブラックハウス（1999年、type-B）
- 北大阪信用金庫（2001年9月15日 - 9月16日）作・後藤ひろひと 演・山内圭哉、よしもとrise-1シアター
- 精神的マッスルミュージカル〜2004年さほど暑くもない夏〜（2003年、主力会）
- 幕末義侠伝〜CHUJI〜（2008年）、博品館
- pride（2009年）作＆演出・中津留章仁（TRASHMASTERS)
- 長靴のロミオ（2009年）作＆演出・羽原大介
- ソウガ（2009年）作・羽仁修 演・きだつよし、全労済ホールスペース・ゼロ
- トライフル（2010年）作＆演出・羽仁修
- 降臨FIGHT!（2011年）作＆演出・まつだ壱岱 - 大谷吉継 役
- フィンランド・サマー（2012年）作＆演出・吉村ゆう
- 双牙〜ソウガ〜（2012年）作・羽仁修 脚色＆演出・きだつよし、シアター1010
- 仮想家族（2012年）作＆演出・角田ルミ
- WBB vol.3 苦闘のラブリーロバー（2012年）作・羽仁修 演出・亀田真二郎（東京パチプロデュース）、赤坂RED/THEATER
- 危機之介御免（2013年）原案・大友克洋 演出・まつだ壱岱 - 由井正雪役
- 異聞天狼伝〜会津新撰組残党記〜（2013年）演出・伊勢直弘　脚本・吉谷光太郎（クリエイティブ零） - 斉藤一 役
- 双牙〜ソウガ〜零（2013年）作・羽仁修 演出・きだつよし - 千秋楽サプライズゲスト
- 双牙〜ソウガ〜 再演（2014年）作・羽仁修 脚色＆演出・きだつよし、シアター1010
- 双牙〜ソウガ〜体感型謎解きイベント 演出・伊勢直弘、全労済ホールスペース・ゼロ
- 舞台『炎の蜃気楼昭和編 夜啼鳥ブルース』（2014年）原作・桑原水菜 演出・伊勢直弘 - 色部勝長 役 [9]
- ギャング・アワー（2014年）作・羽仁修 演出・佐野大樹
- S H -ある脳科学者の狂詩曲（ラプソディ）（2015年）企画・大住真梨子 - 脳科学者 坂本 役
- 舞台『炎の蜃気楼昭和編 瑠璃燕ブルース』（2015年）原作・桑原水菜 演出監修・伊勢直弘 - 佐々木由紀雄／色部勝長 役  [9]
- 愛の眼鏡は色ガラス（座・高円寺2、2016年4月13日 - 15日）安部公房作 - 赤医者 役
- 舞台『炎の蜃気楼昭和編　夜叉衆ブギウギ』（2016年）原作・桑原水菜 演出・伊勢直弘 - 佐々木由紀雄／色部勝長 役
- 戦国活劇 サムライガンバ（2017年） - 白イタチ：ノロイ 役 　六行会ホール
- 舞台『炎の蜃気楼昭和編 紅蓮坂ブルース』（2017年）
- 舞台『炎の蜃気楼昭和編 散華行ブルース』（2018年） シリーズ完結
- 舞台『「華の天羽組」-天京戦争編- powered byヒューマンバグ大学』(2023) 冨樫宗司役
- 舞台『COLOR CROW -黄靱之翼-』（2024年）[10]
- 戦国妖狐 THE STAGE 世直し姉弟編（2024年） - 神雲 役[11]
- 『里のバッキャロー!!』〜ある男の千葉の鴨川で生き切った物語〜（2024年）[12]
- X-QUEST 2024 WINTER PERFORMANCE『色彩組曲〜七人の息子と灰色夜想曲〜』（2024年）[13]
- 舞台『商店街グランドリオン』（2025年公演予定]） - 魔王 役[14]

### オリジナルビデオ
- 未来戦隊タイムレンジャーVSゴーゴーファイブ（2001年、東映ビデオ） - 滝沢直人 / タイムファイヤー 役
- 麻雀飛龍伝説・天牌強者たれ！！（2001年） - 伊藤芳一 役
- JINGI 仁義29極道死体強奪（2001年） - 沢木智也 役
- 麻雀飛龍伝説・天牌2 さらに強者たれ！！（2002年） - 伊藤芳一 役
- 電脳聖少女 i-DOLL（2002年） - 嶋ヒデユキ 役
- 麻雀飛龍伝説・天牌3 終わったよ、あんた（2002年） - 伊藤芳一 役
- 麻雀飛龍伝説・天牌4 俺には牌の囁きが聞こえる（2002年） - 伊藤芳一 役
- ゼブラミニスカポリスの逆襲（2010年）
- 傷だらけの侠達（2012年）
- 凍牌裏レート麻雀闘牌録1〜6巻（2013年） - 柳 役

### ウェブドラマ
- 女たちは二度遊ぶ（2010年、BeeTV）
- 進撃の巨人 ATTACK ON TITAN 反撃の狼煙（2015年、dTV）

### ゲーム
- グランディアIII（2005年8月4日） - デュンケル（声・モーション）役
- NINETY-NINE NIGHTS（2006年4月） - ミーフィ（モーション）役
- FINAL FANTASYVII CRISIS CORE（2007年） - ザックス・フェア（モーション) 役

### CM
- モランボンジャン
- バンダイ（Vレックス編 / Vコマンダー編）
- PV『nana`s green tea』
- ミドリ安全　フラットメット（ 折りたたみ防災ヘルメット ）「信長」篇 - 織田信長 役

### 玩具
- 仮面ライダーギーツ PREMIUM DXメモリアルファンタジーレイズバックル（2025年1月、玩具ボイス）

### その他
- 演じ屋（2001〜2003年） - プロデュース笠原紳司 - ゆうばり国際ファンタスティック映画祭 ゆうばり市民賞受賞
- 一生の言葉「プレゼント」 NTT電報販促のwebドラマ（2005年） - 小池英夫 役
- 探偵事務所5第26話スピンアウト7「探偵BARへようこそ」（2006年）ネットシネマ - 情報屋・辰 役
- 楽園に間借り ブックトレイラー(2007年） - 伊達政宗 役
- 富士見二丁目交響楽団ブックトレイラー（2008年） - 桐ノ院圭 役
- ワンセグ物語part3「スマイル物語」ソニーeyeVio（2008年） - メグロ 役
- 映画「サークル〇サンクス」（2007年）脚本・監督 笠原紳司 - 水戸短編映画祭招待作品
- 舞台「Destiny Children」（2008年）作・演出 笠原紳司
- Netflix「火花」7話（2016年）監督：久万真路
- 仮面ライダーアマゾンズ シーズン2　Episode5・6（2017年） - 藤尾隊長 役
- Netflix 「ULTRAMAN」（2019年）NETFLIX全世界配信 ウルトラセブン（諸星弾） - モーションアクター
- Netflix 「攻殻機動隊_SAC_2045」（2020年） - バトー 役(モーションアクター)